# Call of Cthulhu: Dark Corners of the Earth
Call of Cthulhu: Dark Corners of the Earth é um jogo eletrônico de survival horror desenvolvido pelo estúdio britânico Headfirst Productions para Xbox em 2005 e para Microsoft Windows em 2006. Ele é a combinação de um jogo de ação e aventura com um jogo de tiro em primeira pessoa e elementos de um jogo de furtividade.
O jogo é baseado nas obras de H. P. Lovecraft, autor de “O Chamado de Cthulhu” e criador dos Mitos de Cthulhu. É uma reimaginação da história The Shadow over Innsmouth (1936) de Lovecraft, inspirando-se em outra história chamada The Shadow Out of Time (1936), bem como no cenário de RPG de 1997 Escape from Innsmouth, baseado nas regras de Chamado de Cthulhu da Chaosium. Ambientado principalmente no ano de 1922, a história segue Jack Walters, um detetive particular mentalmente instável contratado para investigar Innsmouth, uma cidade estranha e misteriosa que se isolou do resto dos Estados Unidos.
Em desenvolvimento desde 1999, o projeto foi repetidamente adiado, passando por várias revisões e tendo algumas de suas características mais ambiciosas e imersivas abandonadas e a versão inicialmente planejada para o PlayStation 2 cancelada. Embora bem recebido pela crítica, Dark Corners of the Earth foi um fracasso comercial. Pelo menos mais dois jogos dos Mitos de Cthulhu foram planejados pela Headfirst Productions, incluindo uma sequência direta intitulada Call of Cthulhu: Destiny’s End, mas nenhum deles foi concluído devido à falência da Headfirst.

## Jogabilidade

O HUD em primeira pessoa do jogo não inclui características típicas em jogos de tiro em primeira pessoa, como contagem de munição, indicadores de saúde ou uma mira

A jogabilidade inicial de Call of Cthulhu: Dark Corners of the Earth consiste em fuga e evasão desarmadas, juntamente com exploração investigativa, embora o combate no estilo de tiro em primeira pessoa seja introduzido mais tarde. Como na maioria dos jogos de survival horror, a munição é limitada e deve ser conservada cuidadosamente para situações em que será realmente indispensável, às vezes exigindo que o jogador evite o combate mesmo quando armado. O jogo como um todo é fortemente roteirizado e muito linear, com apenas um caminho através dos capítulos do início ao fim, em contraste com alguns jogos de survival horror anteriores, como Alone in the Dark (1992), que também foi inspirado pelos Mitos de Cthulhu.
O jogo não possui um HUD. Em vez disso, a condição do personagem do jogador é transmitida através de pistas sonoras, nomeadamente de seu batimento cardíaco e respiração, que se tornam mais perceptíveis quando ferido, e a perda de cor da tela com a perda de sangue e força. Lesões específicas também são indicadas visual e auditivamente: por exemplo, uma perna quebrada faz o personagem mancar e produzir ruídos, enquanto um braço quebrado torna a mira mais difícil. O sistema de saúde foi projetado com uma abordagem mais realista da lesão do personagem se comparado a outros jogos de seu gênero, com ferimentos diferentes, incluindo envenenamento e sangramento, requerendo remédios diferentes, como uma tala para uma perna quebrada. A tela de inventário mostra as lesões do personagem (exibidas em seu modelo de personagem) e todos os itens carregados.
O personagem do jogador gradualmente perde sanidade quando olha diretamente para aspectos perturbadores do mundo do jogo. A degradação mental do personagem pode levá-lo a ouvir alucinações e visões, que se manifestam como anomalias gráficas e distorção de som, e mudanças na sensibilidade de controle. Se o personagem ficar muito perturbado, os resultados podem incluir sua insanidade permanente ou suicídio, e um game over. A sanidade pode ser restaurada através da descoberta de áreas de santuário ou derrotando inimigos. As áreas marcadas com Elder Signs servem como santuários contra os inimigos e como pontos de salvamento. Para aumentar seu valor de rejogabilidade, o jogo apresenta um sistema pelo qual os jogadores podem ganhar Pontos de Mythos, que supostamente refletem um nível de conhecimento adquirido. Tais pontos podem ser usados para desbloquear bônus no jogo, como informações e itens adicionais.
A maioria das armas de longo alcance são baseadas em armas de fogo reais, com exceção de uma arma de energia dirigida yithiana introduzida no final do jogo. O personagem do jogador também pode realizar um ataque corpo a corpo com uma barra de ferro ou com uma arma se toda a munição para ela tiver sido usada. O jogo apresenta um sistema de combate realista: devido à falta de HUD, o jogador tem que contar os tiros manualmente para saber quando a arma fica vazia. Também não há uma mira artificial na tela; em vez disso, o jogador deve mirar através das miras de ferro nas próprias armas, mas mirar com suporte cansa o personagem e diminui a precisão. O sistema de tiro é único em que os tiros disparados vão exatamente para onde o cano da arma está apontando. Por exemplo, se o personagem do jogador prepara uma arma recarregada e o jogador puxa o gatilho antes que a animação do personagem tenha terminado, o tiro será disparado na direção em que a arma estava apontando quando o tiro foi disparado.

## Enredo
Em 6 de setembro de 1915, o detetive de polícia Jack Walters (Milton Lawrence) é convocado para o cerco de uma mansão decadente em Boston. A mansão é habitada por um culto bizarro chamado Fellowship of the Yith, liderado por Victor Holt (Marc Biagi) que pediu especificamente para Walters vir e falar com ele. Abrigando-se de um tiroteio que se seguiu, Walters se separa da polícia e entra na mansão. Ele encontra os cultistas mortos por suicídio em massa e liga um estranho aparelho, que revela ser um portal. Walters vê dois seres interdimensionais emergirem do portal e desmaia. Quando o resto da polícia finalmente invade, eles encontram Walters aparentemente insano e com uma personalidade diferente. Ele é brevemente internado no Asilo Arkham, mas é libertado e passa seis anos viajando e estudando o ocultismo. Exatamente seis anos após entrar na mansão em Boston, sua personalidade secundária desaparece e sua antiga personalidade retorna. No entanto, ele sofre de amnésia em relação aos eventos dos últimos seis anos.
Walters se torna um detetive particular, enquanto tenta rastrear suas próprias ações durante o período de perturbação mental que ele não consegue se lembrar. Em 6 de fevereiro de 1922, ele assume um caso de pessoa desaparecida em Innsmouth, uma cidade costeira xenófoba, e o local do recente desaparecimento de Brian Burnham, um balconista que fora enviado para lá para estabelecer uma loja local para a cadeia de supermercados First National Grocery. Chegando na cidade isolada, que parece estar despovoada e em estado de colapso, Jack pergunta sem sucesso por Burnham. Ele passa a noite em um hotel, onde escapa por pouco de uma tentativa de assassinato e foge de uma perseguição por uma multidão armada. A partir desse ponto, Jack é forçado a se esgueirar pelas vielas, prédios e esgotos de Innsmouth, evitando patrulhas assassinas da polícia corrupta da cidade e os cultistas que o procuram. Ele adquire armas para se defender e encontra o agente secreto Lucas Mackey (John Nutten), que lhe diz que a cidade está sob investigação federal. Jack eventualmente encontra Burnham e sua namorada Ruth (Lani Minella), mas os dois são mortos enquanto escapam de Innsmouth. Jack é levado pela equipe do FBI liderada por J. Edgar Hoover (Ryan Drummond). Após um interrogatório brutal, Jack concorda em ajudar Hoover e o FBI a invadir a Refinaria de Ouro Marsh, onde é atacado por uma criatura anciã conhecida como shoggoth e descobre um santuário a Cthulhu antes do prédio ser demolido.
Após a invasão da refinaria, o exército dos EUA inicia um ataque combinado por terra e mar a Innsmouth. A única parte da cidade que resiste ao ataque é a sede da Ordem Esotérica de Dagon, um culto que mantém toda a cidade sob seu controle, devotado a dois semideuses subaquáticos, Dagon e Mãe Hydra, bem como ao Grande Ancião Cthulhu. O prédio se prova intransponível para a Guarda Costeira e os Fuzileiros Navais, mas Jack encontra uma antiga entrada de contrabando que é guardada por um devoto de Cthulhu. Dentro, Jack salva Mackey, que havia sido sequestrado para um ritual de sacrifício, e derruba o escudo mágico que protege o prédio. Depois de descobrir uma câmara secreta, ele cai pelo chão de um túnel que leva ao mar. Jack é resgatado pelo USS Urania, um navio da Guarda Costeira que faz parte de um grupo indo para o recife Devil’s Reef, seguindo uma pista fornecida pelo FBI. No caminho, magos no recife invocam poderosas ondas para destruir a flotilha, mas Jack os mata com o canhão de convés do Urania. Os homens-peixe conhecidos como Deep Ones lançam um ataque em massa ao Urania e eventualmente Dagon emerge. Apesar de quase toda a tripulação do navio ser dizimada pelo ataque, Jack consegue derrotar o gigantesco semideus, novamente com o canhão de convés, mas o Urania afunda.
Jack se encontra em Devil’s Reef, onde descobre antigos túneis de contrabando sob o leito do mar, levando-o à cidade subaquática de Y’ha-nthlei. A cidade é a casa dos Deep Ones e membros da Ordem. Submarinos da Marinha dos EUA tentam torpedear Y’ha-nthlei, mas são impedidos por uma barreira mágica protegendo a cidade. O Templo de Dagon é a fonte da barreira, mas a entrada é selada para evitar qualquer interferência. Jack encontra outra maneira de entrar através de túneis antigos temidos pelos Deep Ones na base das fundações da cidade. Aparentemente, essa passagem que leva ao templo é uma antiga prisão para polipos voadores, o inimigo da Grande Raça de Yith. Jack consegue derrotá-los com a ajuda de uma arma de energia Yithiana. Jack entra no Templo de Dagon e mata a Mãe Hydra - cuja canção está gerando a barreira - ensurdecendo-se à canção, permitindo-lhe tomar o controle dos Deep Ones. Com a barreira derrubada, os submarinos atacam a cidade, enquanto Jack escapa através de um portal que leva de volta à sede da Ordem e desmaia na frente de Hoover e Mackey.
Fragmentos da memória de Jack de seus seis anos de amnésia retornam. Um membro da Grande Raça de Yith explica que quando ele fez contato com o Yith na mansão de Boston, um Yithiano trocou de mente com ele, deixando seu corpo sob o controle de um membro da Grande Raça de Yith, enquanto sua própria mente era projetada no mundo Yithiano. É por isso que Walters tinha uma personalidade secundária quando foi encarcerado no Asilo e nos seis anos que se seguiram - era a mente de um Yithiano no corpo de Jack. O mesmo Yithiano então explica que ele trocou de mente com o pai de Jack no momento da concepção de Jack, que Jack é apenas parcialmente humano como resultado, e que ele tem dois pais: seu pai humano e seu pai Yithiano. Em carne, Jack é humano, mas ele herdou poderes psíquicos Yithianos, o que explica o interesse dos cultistas nele, sua capacidade de resolver casos com pistas retiradas de seus sonhos, suas visões de perigo iminente e da cidade-biblioteca Yithiana de Pnakotus, e sua capacidade de controlar Deep Ones no Templo de Dagon. Depois de seis anos vivendo em Pnakotus em um corpo Yithiano, uma guerra com as Criaturas Poliposas Voadoras força o Yith a enviar a mente de Jack de volta ao seu próprio corpo. Simultaneamente, eles apagam seis anos de sua memória para proteger sua sanidade, com a promessa de que “Quando chegar a hora, você se lembrará… estaremos esperando nas sombras de seus sonhos.” Suas memórias retornadas, Jack é confinado no Asilo Arkham mais uma vez, onde ele tenta suicídio por enforcamento, incapaz de lidar com a realidade de si mesmo e do que ele testemunhou.

## Desenvolvimento
Call of Cthulhu: Dark Corners of the Earth esteve em desenvolvimento pelo estúdio independente britânico Headfirst Productions por pelo menos seis anos, e o seu início pode ser rastreado até agosto de 1999 em uma discussão no grupo da Usenet alt.horror.cthulhu, onde os fãs dos Mitos de Cthulhu compartilharam ideias para o jogo com Andrew Brazier da Headfirst. Essas e outras ideias foram usadas posteriormente para criar o jogo, que Brazier chamou de “FPHAS - um First Person Horror Adventure Shooter” (lit. "Jogo de Tiro de Aventura e Horror em Primeira Pessoa"). O protagonista do jogo, Jack Walters, foi redesenhado repetidamente antes de seu visual final ser criado por Tim Appleton. A Headfirst inicialmente usou o motor de jogo NDL NetImmerse para renderizar gráficos combinados com o motor físico Havok, mas depois desenvolveu seu próprio motor.
O jogo, originalmente planejado para o PC e PlayStation 2, estava programado para ser lançado no terceiro trimestre de 2001. Em 2000, a Headfirst garantiu os direitos da Chaosium, editora do jogo de RPG Chamado de Cthulhu. Antes da E3 2001, o jogo foi declarado “70 por cento completo”, mas foi repetidamente adiado. No final de 2002, a editora original do jogo, Ravensburger Interactive Media, foi tomada pela JoWooD Productions e abandonou a publicação do título. Os desenvolvedores então assinaram um acordo com a Bethesda para lançar o jogo para PC e Xbox, e o desenvolvimento da versão para PlayStation 2 foi cancelado.
A Headfirst Productions originalmente queria uma história muito maior e não linear no jogo, incluindo mais personagens e locais, além de um sistema de jogo cooperativo para até quatro jogadores. Este último teria permitido aos jogadores escolher um dos quatro personagens e realizar sua própria investigação de forma independente ou se unir aos outros (no caso de um jogo para um jogador, os outros três investigadores estariam sob controle da inteligência artificial). Um modo multijogador competitivo teria permitido rodadas de deathmatch online em níveis especialmente projetados. Vários outros recursos ambiciosos, como um sistema de sanidade mais profundo e um alto grau de interatividade com o ambiente, também foram descartados devido a restrições de orçamento e tempo e problemas com o design de nível. Grande parte de uma prometida “grande variedade de armas” à disposição do jogador foi concebida, mas acabou sendo removida do jogo. Vários modelos de armas e artes conceituais do jogo foram lançados por um ex-artista da Headfirst, Niel Venter, via DeviantArt.

## Lançamento
Call of Cthulhu: Dark Corners of the Earth foi lançado em 24 de outubro de 2005 para Xbox e em 27 de março de 2006 para PC. O jogo contém uma série de bugs que nunca foram oficialmente corrigidos; esses bugs são geralmente intermitentes, e carregar a partir de um jogo salvo anteriormente pode ser suficiente para evitá-los. Há também uma atualização não oficial disponível que corrige alguns glitches e diminui o nível de dificuldade geral do jogo. A versão de Xbox é oficialmente compatível com o Xbox 360 em certas regiões.

## Recepção
Call of Cthulhu: Dark Corners of the Earth receber análises "geralmente favoráveis" da crítica especializada de acordo com o agregador de críticas Metacritic, mas foi criticado por seus bugs e sua inacessibilidade graças à alta dificuldade. A GameSpy o classificou como o décimo melhor jogo da E3 2004, enquanto a GameSpot o nomeou para o prêmio de "Jogo Surpreendentemente Bom de 2005", com um comentário de que "depois de um ciclo de desenvolvimento que estava se aproximando do infinito, é difícil imaginar um mundo onde este jogo de terror baseado em H. P. Lovecraft deu certo. Felizmente para nós, não precisamos imaginar."
De acordo com a IGN, o jogo “brilha em algumas áreas”, fazendo “grande uso do material original” e forçando os jogadores “a aceitarem alguma responsabilidade realista por seu personagem” devido ao sistema de sanidade e ausência de HUD, mas pode fazer os jogadores “se contorcerem com sua natureza difícil”. Greg Kasavin da GameSpot opinou que “uma atmosfera espessa e inquietante preenche esta ambiciosa aventura em primeira pessoa, que compensa alguns momentos frustrantes e gráficos datados com muitos arrepios, variedade e originalidade”. Cole Smith do Cheat Code Central o chamou de “uma das maiores traduções de livro para jogo de todos os tempos” e um jogo “que está cheio de reviravoltas e surpresas assustadoras incrivelmente maravilhosas. Ele tem uma ótima atmosfera que é sustentada por gráficos sombrios e granulados, efeitos sonoros arrepiantes e uma história incrivelmente improvável que é tratada adequadamente para impedir que a realidade se infiltre e arruine sua experiência”. Allen Rausch da GameSpy escreveu que “este perturbador pedaço da América de Lovecraft vale muito a pena a visita”, porque “apesar dos tropeços ocasionais, Call of Cthulhu: Dark Corners of the Earth é uma homenagem mais do que adequada à sua inspiração literária”. Da mesma forma, Kyle Williams da Gaming Target o chamou de “um trabalho de amor” que “desafia a convenção em favor de criar uma experiência de jogo eletrônico que é um digno herdeiro do nome Lovecraft”. Matthew Fisher da TeamXbox escreveu que, apesar de algumas das várias deficiências do jogo em relação aos gráficos e alguns dos aspectos de detetive, “esta é uma experiência imersiva e um título novo para o Xbox, o que é mais do que uma mudança bem-vinda. Valeu a pena esperar? Absolutamente.”

### Vendas
Apesar das críticas majoritariamente positivas, o jogo foi um fracasso comercial. No Reino Unido, a versão para Xbox de Call of Cthulhu: Dark Corners of the Earth teve vendas pouco acima de 5.000 unidades até o final de 2005. Kristan Reed da Eurogamer o chamou de um dos “mais decepcionantes” desempenhos comerciais de um jogo de Xbox naquele ano, observando que ele foi lançado “bem no meio de um período de lançamentos movimentado sem nenhum entusiasmo dos fãs.”

### Legado
O trabalho [de Lovecraft] é todo baseado na ideia de que conhecer uma terrível verdade é suficiente para aterrorizá-lo tanto a ponto de enlouquecer. O conhecimento de coisas além de nós é o verdadeiro horror, e as criaturas e cultos são apenas a personificação desse horror. Isso é o que o jogo conseguiu capturar de forma sutil.

— "Horror is Knowledge: The Presentation of Fear in Call of Cthulhu" de Eric Swain, PopMatters
O jogo foi aclamado em vários artigos retrospectivos por diversas publicações. Drew Toal do The A.V. Club o chamou de “um jogo estranho e difícil, no melhor sentido”, enquanto Davide Tomei da Adventure Classic Gaming o descreveu como “um jogo muito único [que] mistura brilhantemente elementos de ação, aventura e resolução de quebra-cabeças para oferecer uma experiência excepcional de survival horror”. Marshall Lemon do The Escapist o aclamou como um exemplo de um jogo de terror que apresenta combate baseado em armas de fogo enquanto ainda se mantém assustador e opinou que “o resultado final parece algo que Lovecraft teria criado se ele escrevesse jogos em vez de livros e vivesse além dos anos 1930”. Os habitantes da cidade do jogo de Innsmouth ficaram em nono lugar na lista de 2008 da GamesRadar dos “vilões mais assustadores de todos os tempos” dos jogos e a 1UP.com o incluiu em sua lista de 2009 dos cinco principais jogos “onde a insanidade é o objetivo”. Em 2011, o Daily Telegraph o listou entre os jogos mais assustadores “que você nunca jogou”, atrás apenas de Amnesia: The Dark Descent, acrescentando que este “clássico falho” era “cheio de bugs, muito difícil e criminosamente ignorado em seu lançamento”. Kyle Lawrence do TechRaptor o recomendou como um “jogo de ação dentro de um conto Lovecraftiano muito bem escrito que usa os mitos ao máximo. Qualquer pessoa que tenha interesse em Lovecraft deve enfrentar a dificuldade horrenda e os glitches do jogo”.
A PC Gamer o incluiu em 87º lugar em sua lista de 2011 dos melhores jogos de PC de todos os tempos por sua sequência frenética de fuga do hotel e “outras grandes e assustadoras sequências roteirizadas”, chamando-o de “uma tentativa genuína e admirável”, apesar dos bugs. No mesmo ano, a GamePro o classificou como o 11º melhor jogo de terror de todos os tempos.

## Sequências canceladas
Mais jogos da franquia Call of Cthulhu foram anunciados pela Headfirst Productions. Devido ao longo ciclo de desenvolvimento de Dark Corners of the Earth, estes estavam sendo desenvolvidos em simultâneo.

Captura de tela da jogabilidade de Destiny's End

- Call of Cthulhu: Destiny's End era um jogo de survival horror para PlayStation 2 e Xbox, originalmente anunciado em novembro de 2002 como exclusivo para PlayStation 2 e com o subtítulo Tainted Legacy e um lançamento planejado para o fim de 2004.[54] Ele seria uma sequência direta de Dark Corners of the Earth, se passando nas ruínas de Innsmouth e em outros locais na região costeira da Nova Inglaterra nos tempos modernos, cerca de 80 anos depois dos eventos do jogo original.[55] Ele incluiria um modo de multijogador cooperativo para dois jogadores, cada um controlando um dos personagens: o atirador Jacob e a utilizadora de magia Emily (em sua versão mais antiga, Tainted Legacy, os personagens se chamavam Joshua e Madeline).[56][57] Sua jogabilidade foi apresentada publicamente durante a E3 2005.[56][58]
- Call of Cthulhu: Beyond the Mountains of Madness também foi anunciado em novembro de 2002, com um lançamento planejado para Xbox e PC no fim de 2004.[59][60] Ele seria uma sequência do livro At the Moutains of Madness de Lovecraft, inspirado pela campanha de mesmo nome do RPG Chamado de Cthulhu.[61] Um survival horror de tiro em primeira pessoa, ele se passaria na década de 1930 em diversas locações, incluindo a Alemanha e a Antártida. Seu protagonista seria o arqueólogo Robert Naples da Miskatonic University, que tentaria parar a busca ocultista nazista pelas ruínas da cidade dos Anciãos.[25]

Os dois jogos foram cancelados quando a empresa falhou em encontrar uma nova publicadora para eles em 2006, resultando na falência e liquidação da Headfirst. Marissa Meli da UGO.com incluiu Destiny's End na sua lista de 2011 dos 25 jogos cancelados que "poderiam ter sido alguns dos melhores jogos de todos os tempos" e Adam Dodd da Bloody Disgusting incluiu ambos os jogos na sua lista de 2013 dos seis jogos cancelados de terror "que poderiam ter sido incríveis."